# Torna a Surriento
Torna a Surriento é uma famosa canção napolitana composta por Ernesto De Curtis e Giambattista de Curtis em 1902, sendo registrada oficialmente em 1905. Vários intérpretes a gravaram, como Beniamino Gigli, José Carreras, Plácido Domingo, Luciano Pavarotti, Mario Lanza, Robertino Loretti, Zizi Possi, Nino Valsani e outros. Serviu de base para várias versões. Na língua inglesa, as mais famosas são Surrender, de Elvis Presley (1961) e Take me in your arms, de Dean Martin (1962).